# 皮金魯斯特 (密西西比州)
皮金魯斯特（英語：Pigeon Roost）是位於美國密西西比州喬克托縣的鬼鎮。

## 歷史
皮金魯斯特的郵局於1842年設立，其後於1871年停運。

## 地理
皮金魯斯特所處的海拔為高於海平面128米（即420英呎），而該地所採用的時區為UTC-6，即北美中部時區（CST）。同時該地設有夏令時間，為UTC-6調快一小時，即UTC-5（CDT）。